# Массовое отравление в Пон-Сент-Эспри
Массовое отравление в Пон-Сент-Эспри (фр. affaire du pain maudit, «дело проклятого хлеба») — эпизод, произошедший в августе 1951 года во французском городе Пон-Сент-Эспри (департамент Гар), когда в результате пищевого отравления около 250 человек проявили симптомы, характеризующиеся острыми психотическими эпизодами, галлюцинациями, попытками самоубийства, нападениями на соседей и медицинских работников, а также физическими недугами, такими как изжога, гастрит, тошнота и судороги.
К симптомам, непосредственно связанным с интоксикацией, присоединились другие, связанные с массовой истерией: от маркировки крестом двери магазина предполагаемого виновника до попытки самосуда, которой удалось избежать только в результате ареста подозреваемого жандармерией.
Эпизод имел юридические, медицинские, психологические и социологические последствия, а также породил многочисленные «теории заговора», сторонники которых рассматривали эпизод как результат экспериментов по созданию химического оружия в период холодной войны против Советского Союза.

## События
В середине августа 1951 года галлюцинаторные явления среди населения были отмечены в различных местах на юго-западе Франции. Эпицентром этих явлений была деревня Пон-Сент-Эспри с населением около 5000 человек в нескольких десятках километров от Нима в регионе Лангедок-Руссильон.
В Пон-Сент-Эспри чиновники здравоохранения зарегистрировали около 250 случаев, когда люди обращались с жалобами на различные психофизические симптомы, наиболее заметными из которых были кошмары и боли в животе; также были часты случаи делирия, галлюцинаций и вспышек насилия. Около 100 человек выздоровели в первые несколько дней после обнаружения симптомов, в то время как остальным пришлось лечь в больницу или в психиатрическую лечебницу. Также было два смертельных случая в результате психоза (взрослый человек выбросился из окна, а подросток задушил свою мать).
Почти сразу же была выдвинута гипотеза, что причиной был хлеб, который ели жители деревни. Местные жители нарисовали на пекарне крест, и грозили линчевать пекаря, которого арестовала жандармерия, скорее для того, чтобы спасти его, чем из-за реальных подозрений в том, что он действительно был виновен в отравлении.
Мельник, который снабжал пекарни в этом районе, также был арестован по обвинению в том, что добавлял райграс в пшеничную муку. Райграс часто содержит спорынью, паразит злаков. Спорынья как причина интоксикации была окончательно установлена после вскрытия тел некоторых жертв, число которых к концу августа выросло до четырёх. Отравление спорыньёй приводит к синдрому, известному под названием эрготизм, которые проявляется в виде боли в пищеварительной системе и галлюцинациях.
Однако жители города неохотно доверяли научным объяснениям, предпочитая принять гипотезу колдовства (отсюда прозвище «хлеб дьявола» или «проклятый хлеб» в отношении продукта обвиняемого пекаря). Имевшие место в прошлом подобные явления коллективного безумия, согласно современным медицинским знаниям, также были связаны с эрготизмом.
Окончательно эрготизм был подтвержден токсикологической лабораторией Марселя.
31 августа в расследовании произошел поворотный момент: мельник Морис Майе признался полиции Монпелье, что он использовал испорченную ржаную муку в дополнение к пшеничной, чтобы сэкономить около 2000 франков на поставках; по совпадению, рожь была заражена спорыньей, и хлеб из неё вызвал интоксикацию, которая привела к особо тяжёлым последствиям в Пон-Сент-Эспри, потому что большая часть муки продавалась там.
Хотя последовавшее за этим судебное расследование выявило мошенничество мельника с едой, вердикт суда прямо не указывал на причину интоксикации.